# 劳尔电车

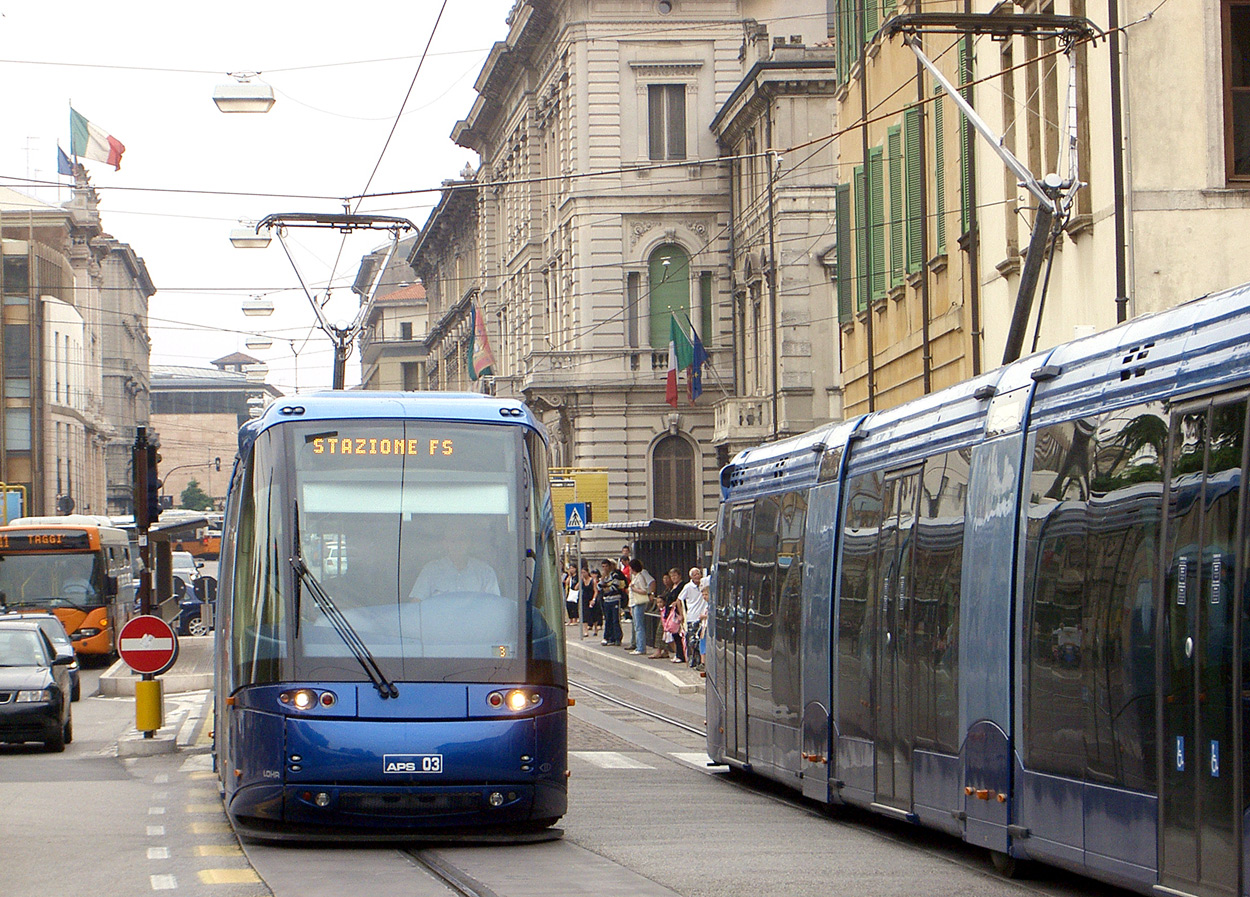
義大利帕多瓦的Translohr列車。

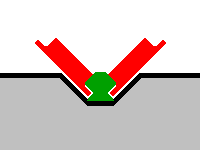
Translohr導軌（綠色）的垂直切面圖，兩塊45度角斜置的導輪（紅色）緊握著導軌。

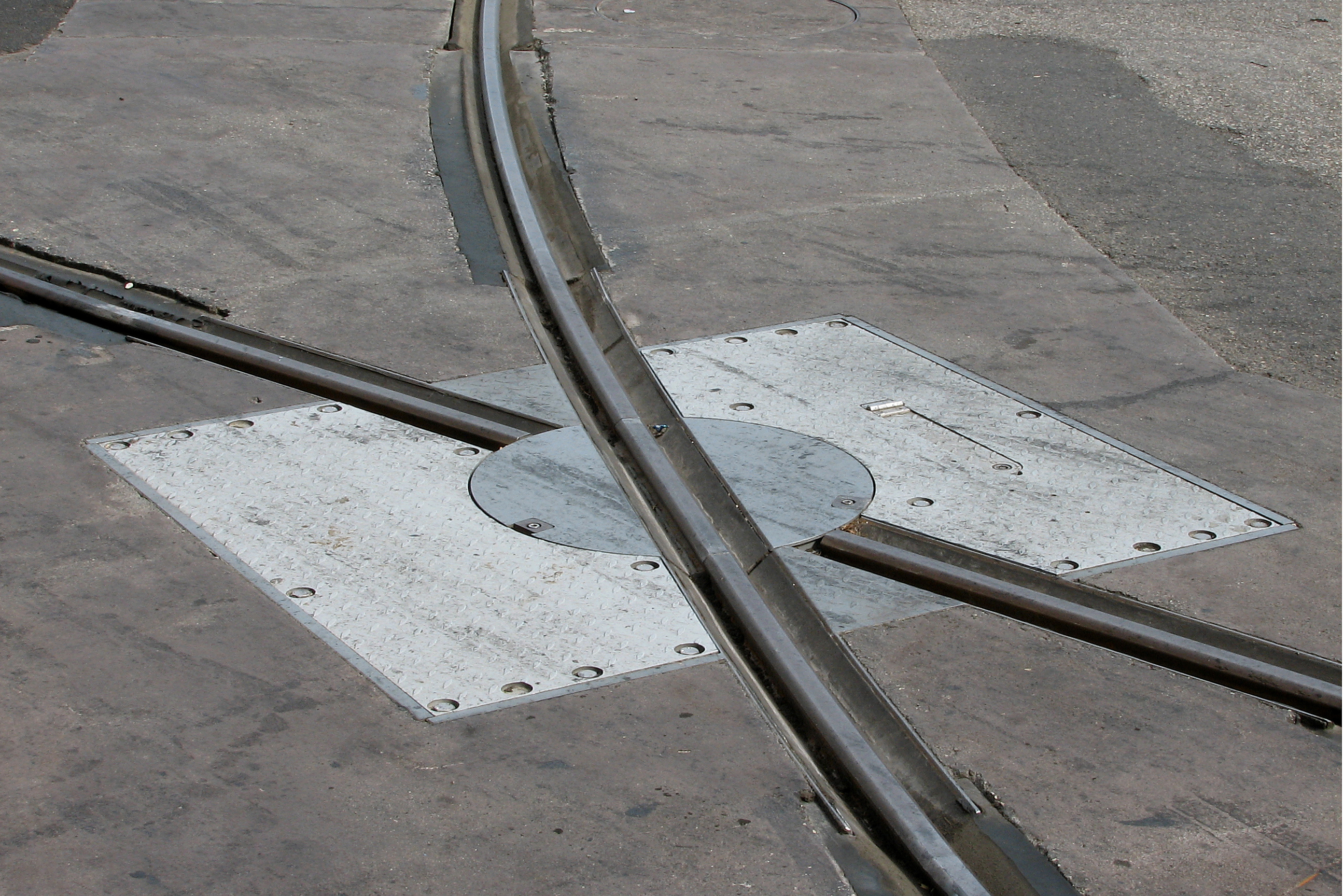
Translohr導軌的渡口。

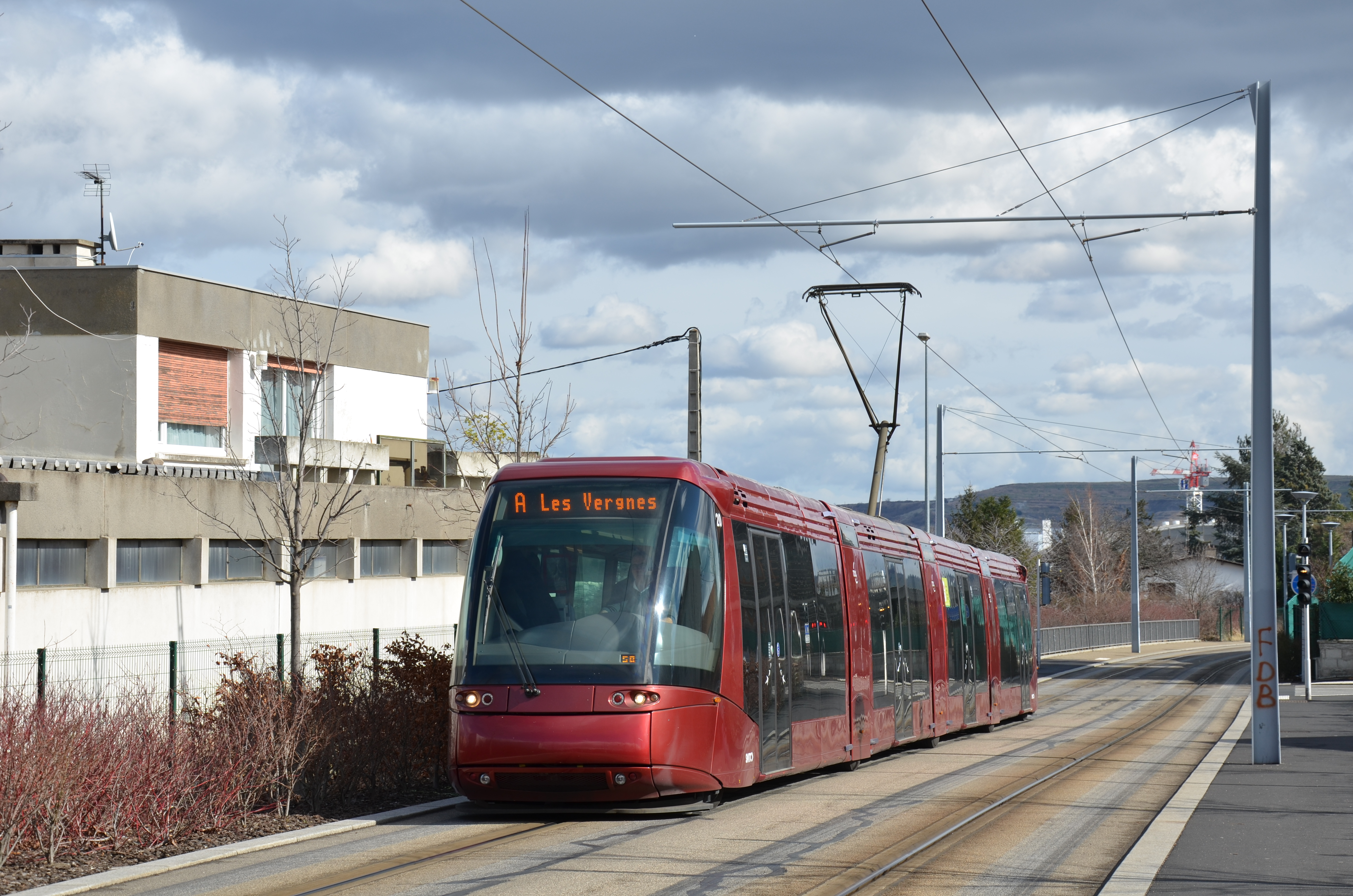
行駛克来蒙费朗的4卡组Translohr STE 4

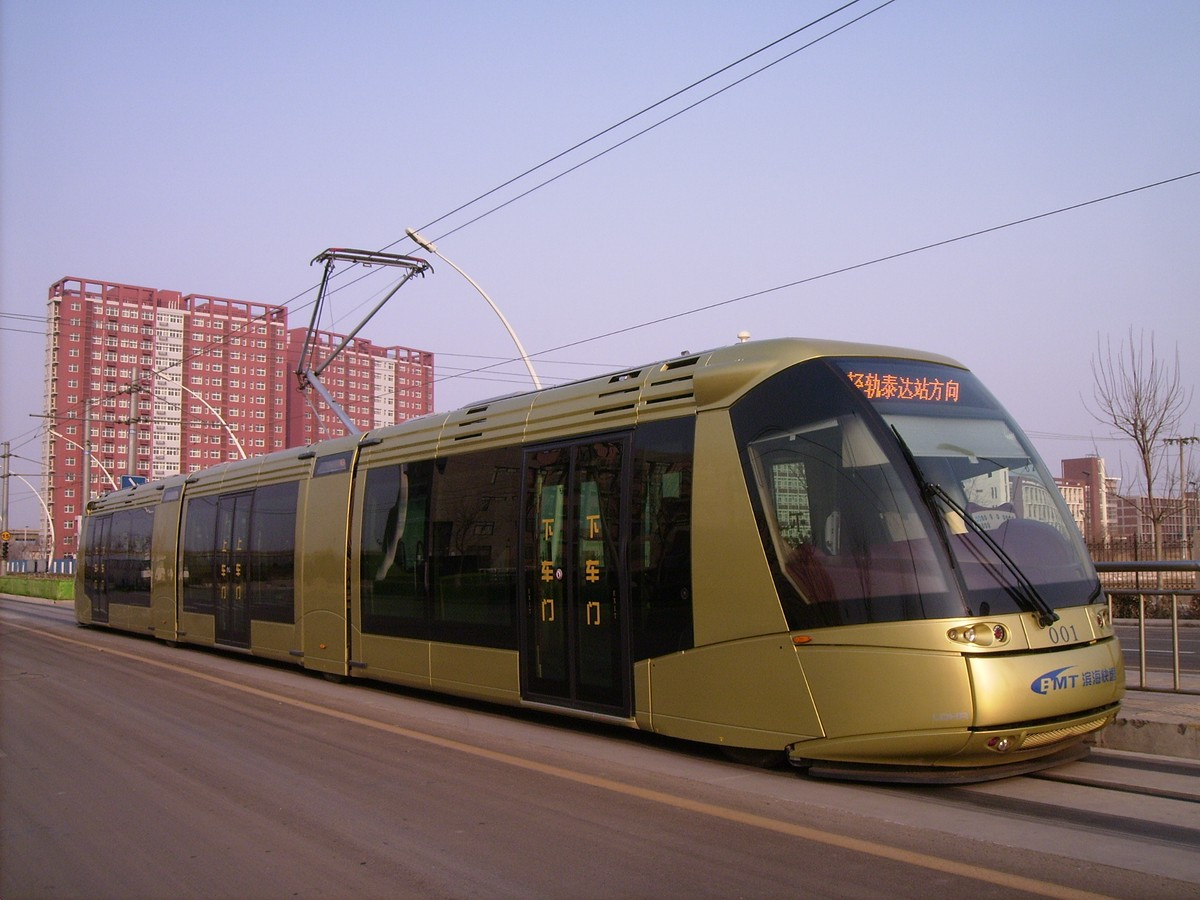
天津滨海新区泰达3卡组Translohr STE 3

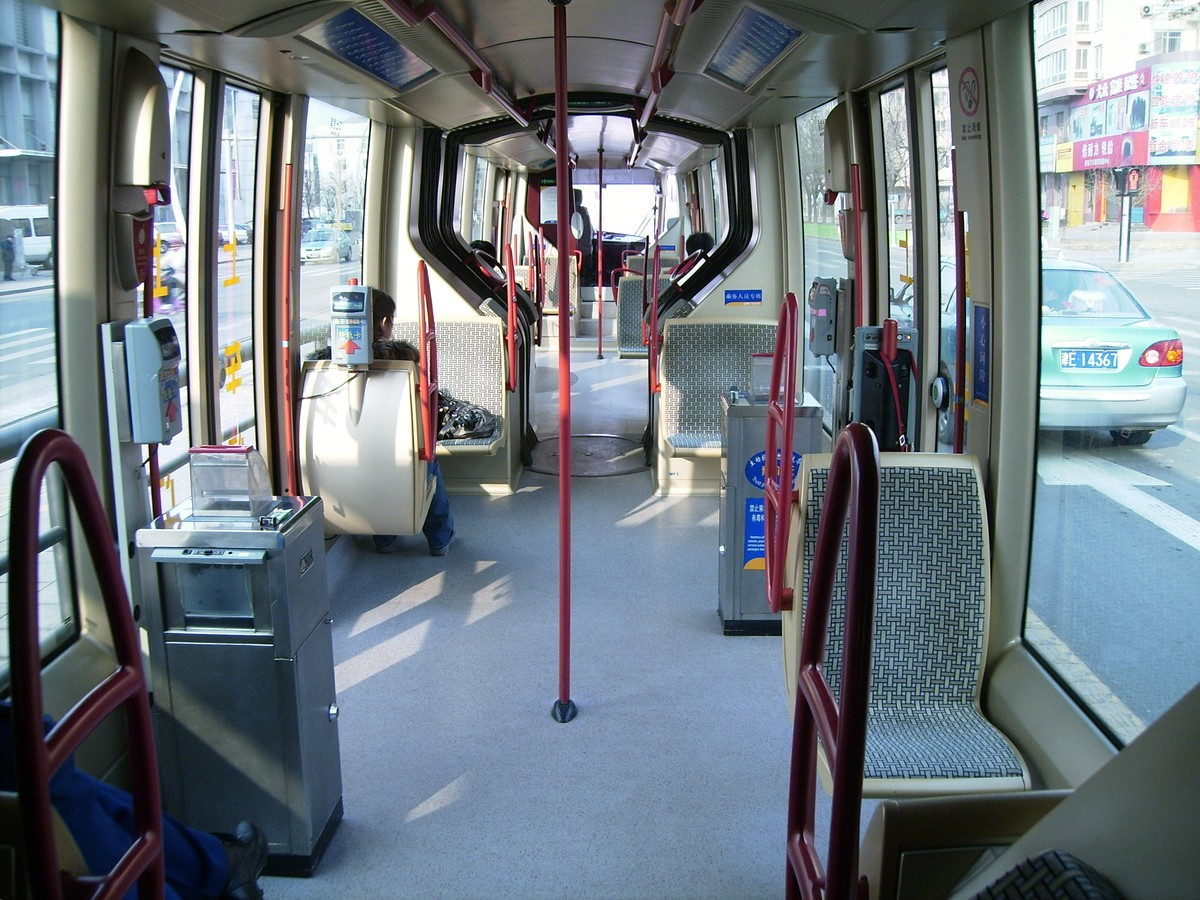
天津 Translohr 内部

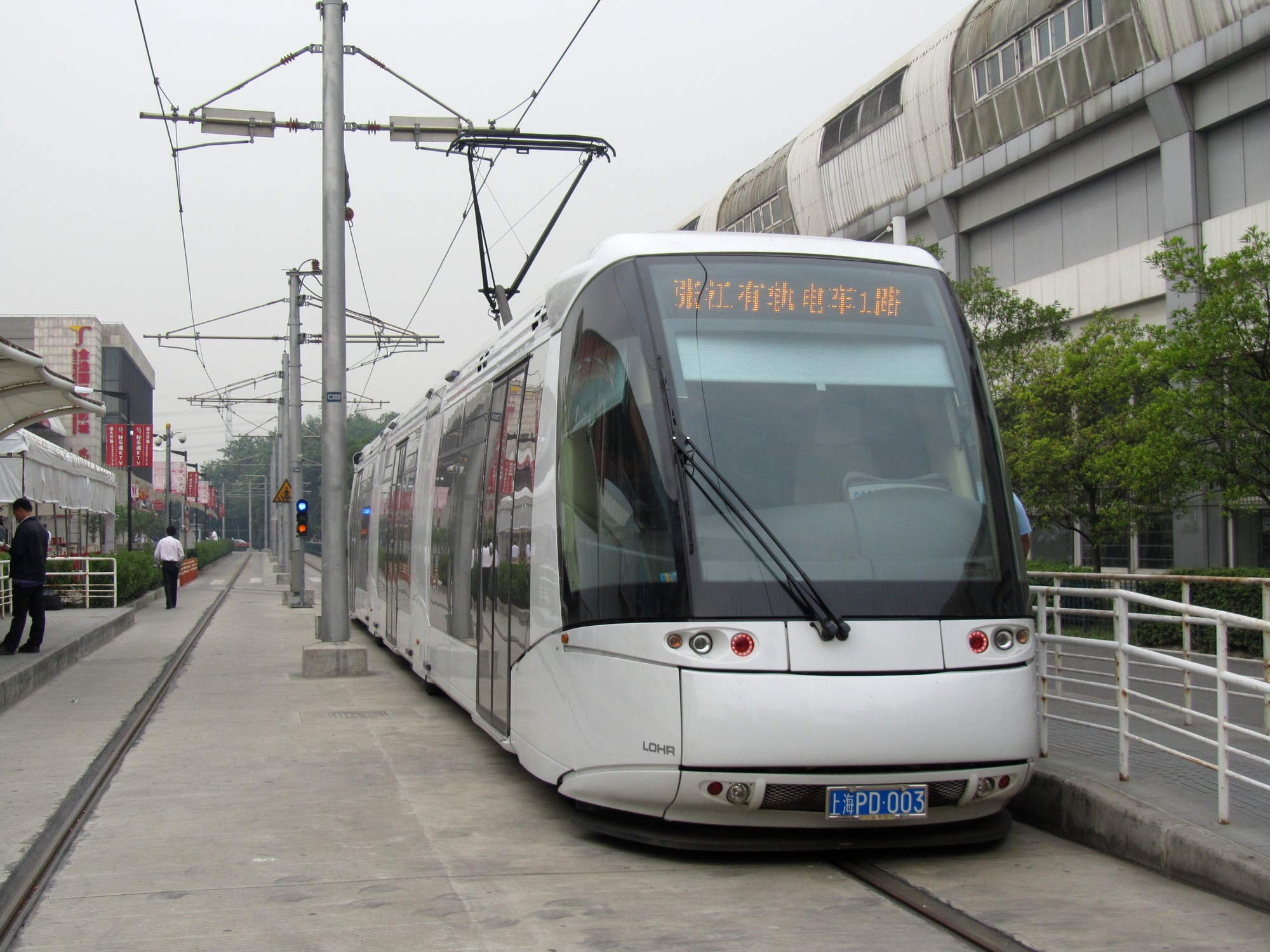
上海市浦东新区张江有轨电车1路3卡组 Translohr STE 3

勞爾電車（法語：Translohr）是一個由法國劳尔重工研製的導向巴士-膠輪導向電車系統，即膠輪負責牽引車輛，導輪負責引導車輛行駛方向的電動巴士。由於 Translohr 只能在設置有導軌的路面上行駛，所以儘管它的分類是導向巴士，但定義上更近似於傳統的電車系統。在 Translohr 线路中，列车的電力從架空電纜由車頂的集電弓收集，必要時可改用列車內置的充電電池以行走不適宜佈置架空電纜的路段。
Translohr與同為膠輪導向電車系統的競爭對手——龐巴迪導軌輕級運輸系統的差別在于：
- 龐巴迪導軌輕級運輸系統只能作單向行駛，但能夠在不依靠導軌的情況下駕駛。
- Translohr 不能在沒有導軌的情況下行駛，各個引入國都並不要求其列車申請有汽車號牌行走路面，而在法國營運的龐巴迪導軌輕級運輸系統的所有「列車／巴士」都需要領有合法車牌行走公共路面。

## 優缺點

### 优点
- 列車採用特低地台設計，為行動不便人士上落提供了方便。
- 膠輪增強了列車的牽引力，允許了列車上落坡度為13%的陡坡。
- 導軌的使用令一方的列車能以極接近的距離駛過平排（對頭）的另一架列車，有效節省路面空間。

### 缺点
- 與其他的膠輪路軌系統一樣，列车需要消耗更多的能量用于抵消膠輪運行時所產生的抵抗力，且需要面對經不起嚴冬積雪而喪失牽引力的考驗。
- 有評論指出，Translohr 作為一個專利的運輸系統與其他的鐵路沒有互換性，顧客只能向劳尔重工購買專用車輛而喪失了選擇性。在中国大陆地区，早在上海张江和天津泰达两条线路停运前，劳尔公司就已经放弃中国大陆市场，导致车辆完全无法得到替换；中车四方虽有能力生产类似系统，但导向系统与劳尔的版本存在差异[1]。
- 專用導軌亦因其設計形狀特殊而需花更多的費用安裝，並且沒有證據顯示其導軌有絕對優勢，天津市於2007年8月20日就發生了一次 Translohr 列車出軌事故[2]。

## 採用地區
- 法國
  - 克来蒙费朗：有轨电车 A 线，2006年11月13日正式载客运营（4节编组）
  - 巴黎：法兰西岛有轨电车5号线、6号线（3节编组）
- 哥伦比亚
  - 麦德林：阿亚库乔有轨电车，2015年10月15日开通运营（5节编组）
- 義大利
  - 帕多瓦：有轨电车 SIR 1 线，2007年10月29日开通运营（3节编组）
  - 威尼斯：有轨电车 T1 线、T2 线（4节编组）
  - 拉奎拉：（3节编组，已废弃）
  - 拉蒂纳：（3节编组，已废弃）
- 中國
  - 天津市滨海新区，天津经济技术开发区：天津开发区导轨电车1号线，2007年5月10日开通运营（3节编组，2023年6月1日停运，待拆除）
  - 上海市浦东新区，张江地区：张江有轨电车，2009年12月31日正式载客运营。（3节编组，2023年6月1日停运，已拆除）

## 外部連結
- （法文） Translohr 官方網站
- （英文） Translohr 官方傳單（pdf格式）